# Eurytoma striolata
Eurytoma striolata is een vliesvleugelig insect uit de familie Eurytomidae. De wetenschappelijke naam is voor het eerst geldig gepubliceerd in 1848 door Ratzeburg.